# Tenniöjoki
Tenniöjoki (russisch Тенниё-йоки, Тенниёйоки, Тенниёёки) ist ein Fluss in Russland und in Finnland.
Der Fluss hat seine Quelle am Berg Mikkelitunturi jenseits der russisch-finnischen Grenze im Rajon Kandalakscha der Oblast Murmansk. Von dort fließt er nach Süden und bildet für mehrere Kilometer die Staatsgrenze. Anschließend wendet er sich nach Südosten und durchfließt russisches Territorium. Er durchfließt auf seinem Weg nach Süden den See Tenniojarwi sowie die kleineren Seen Sotkajarwi und Autiojarwi. Schließlich wendet er sich nach Westen und überquert nach einer Fließstrecke von 73 Kilometern die Grenze nach Finnland. Wenige Kilometer jenseits der Grenze nimmt der den von Norden kommenden Naruskajoki auf. Später trifft der Kuolajoki von Süden kommend auf den Tenniöjoki. Der Tenniöjoki fließt insgesamt 53 km innerhalb Finnlands, ausschließlich innerhalb der Gemeindegrenzen von Salla und Savukoski, in westlicher, später nordwestlicher Richtung. Bei dem Ort Savukoski mündet er in den Kemijoki.